# 荷万
荷万（英語：Roban）是砂拉越木中省砂拉卓县荷万副县的副县城，位于荷万河和实比拉河的交界处，临近有许多小河流及小溪。荷万是一座拥有7排店屋小镇，人口只有约550人。

## 历史
早在1892年前就已有閩南人和潮州人前来荷万经商贸易。根据史迹记载，华人依勿港华人旧公坟雷州人李氐墓碑就记载著清光绪十八年立（即是1892年）；小镇上的华人庙宇「天云宫」是建于宣统元年（即是1909年）。在石隆门华工起义后，华工雷州人为了避难而到依勿港以砍伐盐木与种植为生。随后，由古晋华人商家为了发展橡胶与胡椒种植业，特出资鼓励族人于荷万从事种植菸草、胡椒与橡胶等。于是，广府人、客家人与福州人才相继而来。

## 教育
小镇上有小学及中学各一所，分别是荷万中华公学和加拉甲政府中学（SMK Kelaka）。